# Venecijanski patrijarhat
Venecijanski patrijarhat, ponekad nazivan i Venecijanska nadbiskupija, je patrijarhat Katoličke Crkve, smješten u metropolitanskom gradu Veneciji. Njegovo biskupsko sjedište je u katedrali sv. Marka u Veneciji.
Jedan od samo četiri postojeća patrijarhata u Latinskoj Crkvi, a njegov ordinarij je patrijarh Venecije, kojeg tradicionalno papa imenuje kardinalom. Međutim, odmah po stupanju na dužnost, mletački patrijarh ima pravo nositi grimiznu odoru (poput kardinala), bez obzira je li već uzdignut u Kardinalski zbor ili ne.
Kao metropolita, patrijarh Venecije je metropolita Crkvene provincije Venecije. Njegove sufraganske biskupije uključuju Adria-Rovigo, Belluno-Feltre, Chioggia, Concordia-Pordenone, Padova, Treviso, Verona, Vicenza i Vittorio Veneto.